# Anthony Ward
Anthony Ward (1957) è un costumista e scenografo inglese.

## Biografia
Dopo la laurea al Wimbledon College of Arts, Anthony Ward ha lavorato in veste di scenografo e costumista in numerosi allestimenti del Royal National Theatre, della Royal Shakespeare Company, della Royal Opera House, dell'Almeida Theatre e della Donmar Warehouse. Ha fatto il suo debutto come costumista nel 1992, per la produzione della Donmar Warehouse di Assassins diretta da Sam Mendes, a cui seguì un acclamato revival di Oliver! al London Palladium e un revival di Nine nel 1996. Nello stesso anno vinse il Laurence Olivier Award per i migliori costumi per i suoi allestimenti di Sogno di una notte di mezza estate e Le vie del mondo, mentre nel 1999 vinse il Laurence Olivier Award alle migliori scenegrafie per il revival di Oklahoma! con Hugh Jackman al National Theatre. Nel corso della sua carriera nel West End londinese fu candidato ad altri quattro Laurence Olivier Award come costumista e altri sette come scenografo. Nel 2009 vinse anche il Tony Award ai migliori costumi di un'opera teatrale per la sua opera come costumista in un revival di Broadway di Maria Stuarda di Friedrich Schiller, per la regia di Phyllida Lloyd.
È dichiaratamente omosessuale e impegnato in una relazione con il designer Mark Thompson dagli anni 90.